# Hans Woellke
Hans Otto Woellke, nemški policist in atlet, * 18. februar 1911, † 26. marec 1943.
Na poletnih olimpijskih igrah leta 1936 je osvojil zlato medaljo v suvanju krogle.
Med drugo svetovno vojno je bil kot stotnik Varnostne policije ubit v spopadu z beloruskimi partizani.